# Turanogryllus maculithorax
Turanogryllus maculithorax är en insektsart som först beskrevs av Lucien Chopard 1969.  Turanogryllus maculithorax ingår i släktet Turanogryllus och familjen syrsor. Inga underarter finns listade i Catalogue of Life.